# Сігбьєрн Обстфельдер

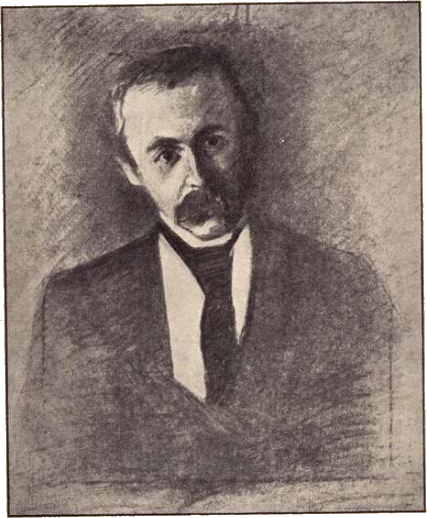
Портрет Сигбьєрна Обстфелдера, Oda Krohg,1900

Обсфельдер більш відомий як поет-модерніст. Його перша збірка «Вірші» (Digte, 1893) є одними з ранніх зразків норвезької літератури модернізма. Він пробував себе і в жанрі розповіді, а також писав п'єси. В його працях помітно сильний вплив французького реаліста Шарля Бодлера. Твори Обстфельдера часто називають літературним аналогом картин Эдварда Мунка, який був його близьким другом.
Все життя Обстфельдер був бідняком, ніколи подовгу не затримувався на одному мисці. Помер від туберкульозу в Копенгагені в 1900 році і був похоронений в день, коли родилась його дочка — єдина його дитина.

## Твори
- 1892 — «Естер» / Esther, п'єса
- 1893 — «Вірші» / Digte
- 1895 — «Дві розповіді» / To novelletter
- 1896 — «Зрест» / Korset, збірка розповідей
- 1897 — «Червоні краплі» / De røde dråber, п'єса
- 1900 — «Щоденник Священника» / En præsts dagbog (опубликований після смерті)
- 1903 — Незакінчені твори / Efterladte arbeider
- 1950 — Збірка творів / Samlede skrifter I—III (включає безліч раніше не опублікованих матеріалів)